# Atalante (métro de Rennes)
Pour les articles homonymes, voir Atalante (homonymie).
Atalante est une station de la ligne B du métro de Rennes, située dans le quartier Campagne Nord / Via Silva à Cesson-Sévigné, à la limite avec Rennes, dans le département français d'Ille-et-Vilaine en région Bretagne.
Mise en service en 2022, elle est conçue par les architectes Ludovic Alexandre Architecte et Alexandre & Massinon Architectes.
C'est une station, équipée d'ascenseurs, qui est accessible aux personnes à mobilité réduite.

## Situation sur le réseau
Établie en viaduc au-dessus de l'avenue de Belle Fontaine et à proximité de l'intersection avec la rue du Clos Courtel (qui marque la limite avec Rennes) et de l'avenue des Buttes de Coësmes, la station Atalante est située sur la ligne B, entre les stations Beaulieu - Université (en direction de Gaîté) et le terminus Cesson - Viasilva.

## Histoire

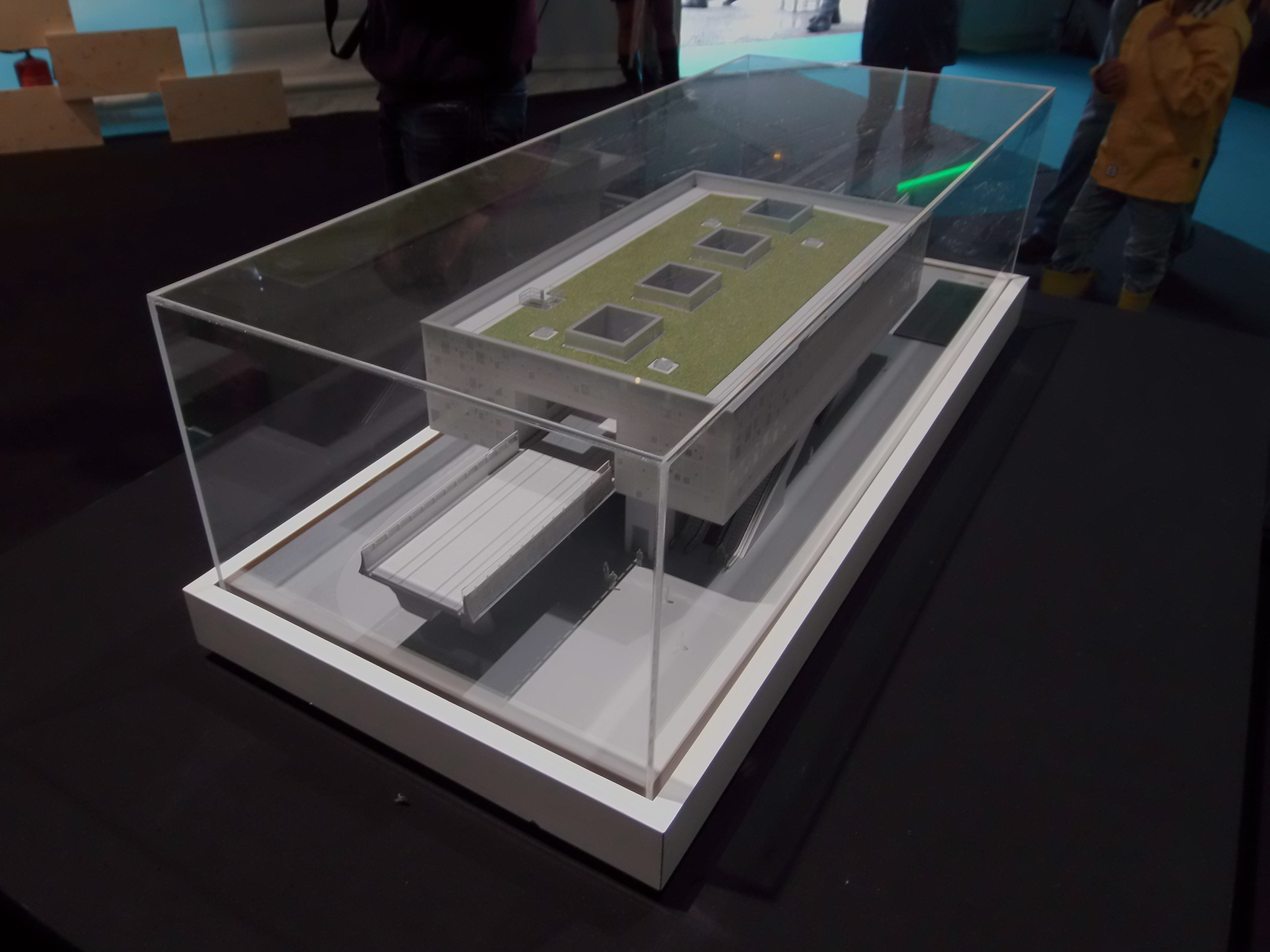
Maquette de la station en 2016.

La station Atalante est mise en service le 20 septembre 2022, lors de l'ouverture à l'exploitation de la ligne B. Son nom a pour origine le technopole de Rennes Atalante, qu'elle dessert.
Initialement appelée Belle Fontaine, du nom de l'avenue située à proximité, la future station est rebaptisée Atalante en février 2011 après consultation des usagers.
L'emplacement et le type de la station intermédiaire entre Beaulieu - Université et Cesson - Viasilva, prévue aux Longs-Champs sur les premières études, a longtemps été source de débats concernant le trajet de la ligne, l'emplacement de la station et aussi le mode qu'emprunterait le métro : aérien ou souterrain.
La construction de la station a commencé fin 2015. 
Le gros œuvre (montage des poutres et des éléments en bétons) se poursuit jusqu'à l'été 2018 ; viens ensuite le second œuvre (escalators, sols, plafonds, etc.) qui s'achève à la fin de l'année 2020 ; la signalétique est posée et les finitions sont effectuées jusqu'à l'été 2021,. Les aménagements de surface sont menés à partir de 2020 et s'achèvent en 2021.
Elle est réalisée par les architectes d'Anthracite en association avec Alexandre & Massinon Architectes. L'architecture de la station est conçue comme un parallélépipède de verre posé sur des pieds en béton, tandis que les quais sont habillés de bois et d'aluminium.
La structure mesure 45 m de long, 16 m de haut et 25 m de large.
La station est située sur un viaduc à 10,8 mètres au dessus du sol, particularité qu'elle ne partage qu'avec deux autres stations de la ligne, Cesson - Viasilva et Beaulieu - Université. Elle en est structurellement distincte.
Le viaduc est placé le long de l'avenue de Belle Fontaine, sur son côté sud, au carrefour avec la rue du Clos Courtel qui forme la limite avec Rennes et avec l'avenue des Buttes de Coësmes qui prolonge l'avenue de Belle Fontaine à Rennes.

## Service des voyageurs

### Accès et accueil
La station dispose de quatre accès, répartis parallèlement aux quais sur tout le bâtiment placé au sud de l'avenue :
- Deux accès à l'ouest, un par quai, composés chacun de deux escaliers, de deux escaliers mécaniques et d'un ascenseur ;
- Deux accès à l'est, un par quai, composés chacun d'un escalier.

De par sa configuration particulière sans salle des billets, il faut redescendre au niveau de la rue pour changer de quai et donc revalider son titre de transport.
La station est équipée de distributeurs automatiques de titres de transport et de portillons d'accès couplés à la validation d'un titre de transport, afin de limiter la fraude. La décision a été confirmée lors du conseil du 30 avril 2015 de Rennes Métropole.

Les quais, les accès et les environs la station
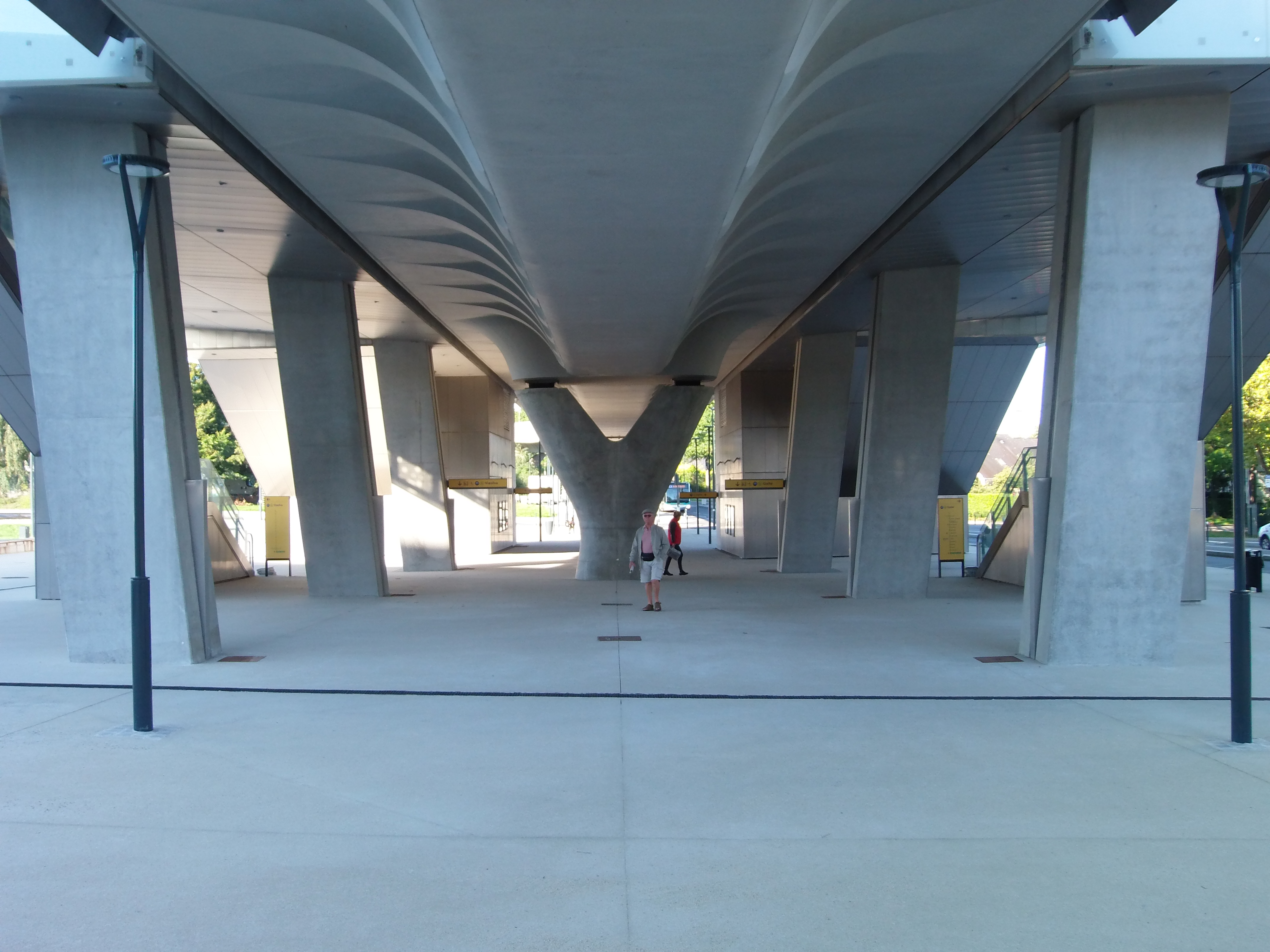
Accès à la station, sous le viaduc.
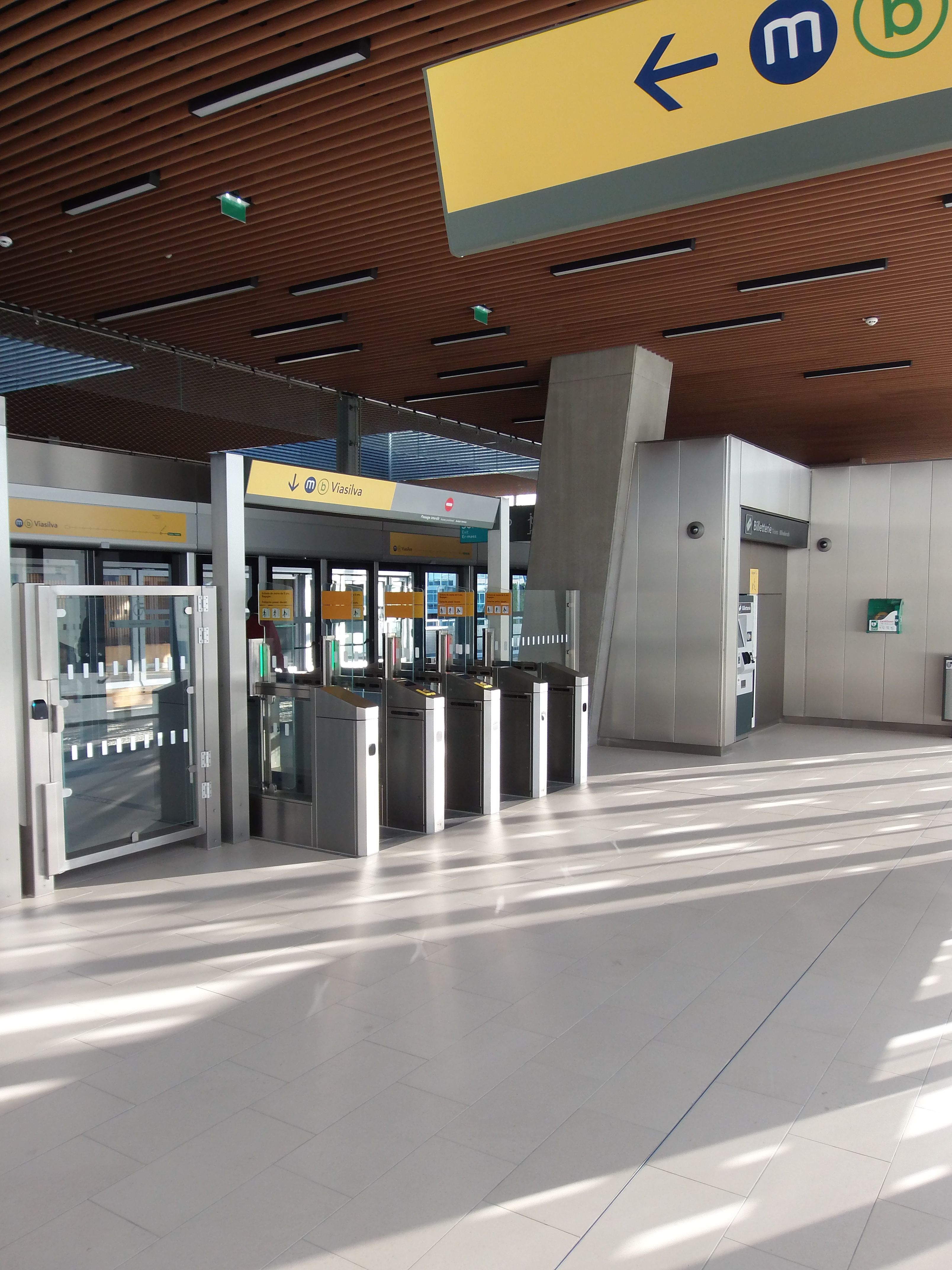
Portillons d'accès.
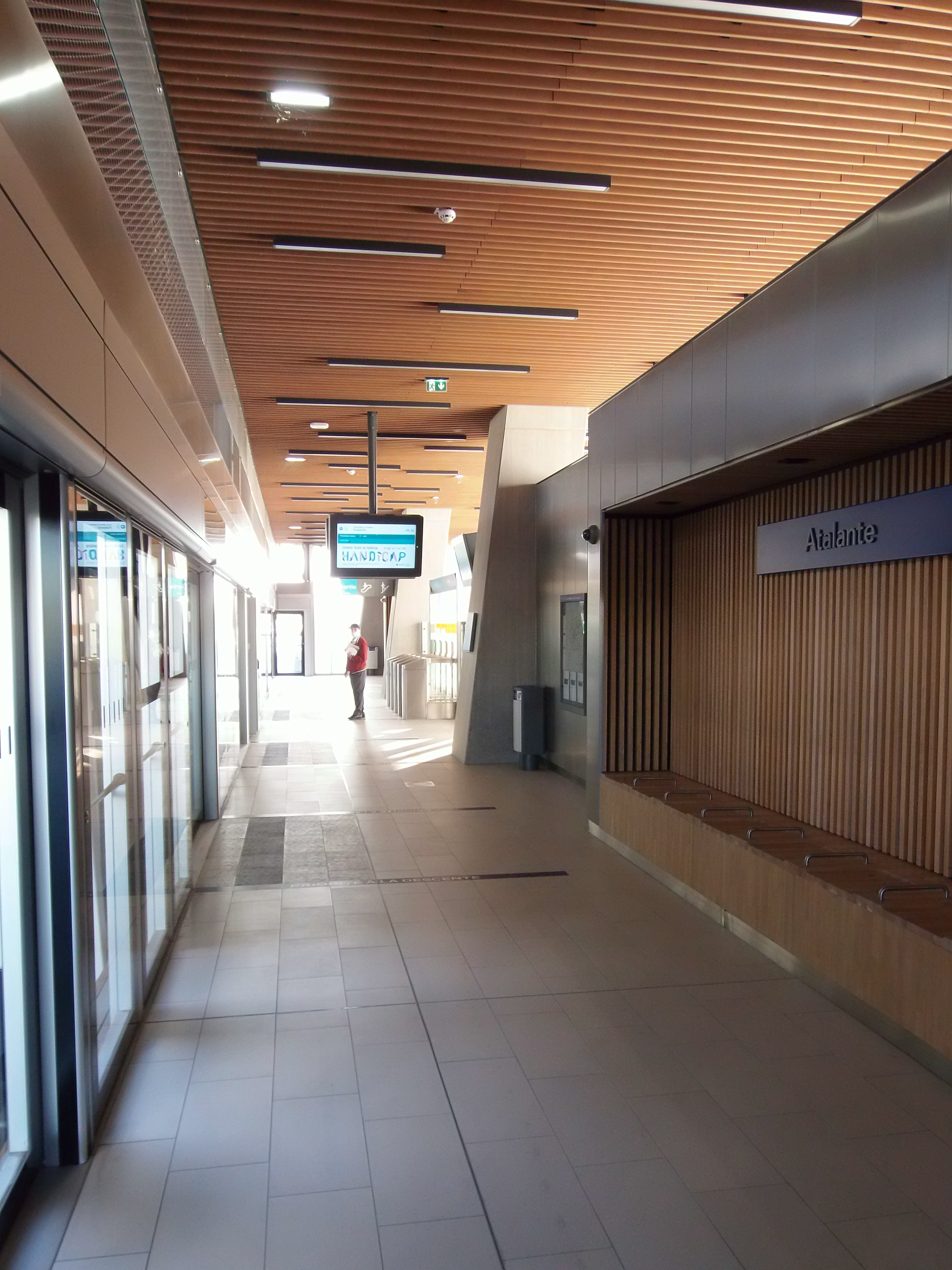
Quais de la station.

### Desserte
Atalante est desservie par les rames qui circulent quotidiennement sur la ligne B, avec une première desserte à 5 h 11 (7 h 16 les dimanches et fêtes) et la dernière desserte à 0 h 43 (1 h plus tard les nuits des jeudis aux vendredis, vendredis aux samedis et des samedis aux dimanches).

### Intermodalité
Un parc à vélos sécurisé C-Park Vélo de 38 places est implanté à proximité, rue du Clos Courtel.
Elle est desservie par les lignes de bus C4, 64, 164ex, 200 et la nuit par la ligne N4.

## Projets
D'ici 2030, la station sera desservie par la ligne T1 du futur « trambus » de Rennes.

## À proximité
La station dessert notamment :
- le site Atalante-Beaulieu du technopole Rennes Atalante ;
- le lycée professionnel Louis-Guilloux ;
- CentraleSupélec ;
- l'hôpital Sévigné.